# Sophie Maurer
Sophie Maurer, née en 1976, est une romancière, dramaturge et scénariste française .

## Carrière d'auteure
Outre ses travaux universitaires, elle publie son premier roman, Asthmes, en avril 2007 aux Éditions du Seuil dans la collection Fiction & Cie. Son deuxième roman, Les Indécidables, paraît en mars 2013 dans la même collection,,.
Au théâtre, ses créations sont mises en scène par Mathieu Bauer, Bruno Geslin, Pauline Bureau et Panchika Velez. Elle obtient une bourse pour le soutien à la création contemporaine de l'association Beaumarchais-SACD pour sa pièce Héméra. Publiée aux Éditions Koïnè en juillet 2020, elle est interprétée en 2022 et 2023 par Romane Bohringer et Bruno Ralle au théâtre de La Scala à Paris, ainsi qu'en tournée.
Pour la radio, Sophie Maurer écrit avec Sylvie Coquart-Morel, un feuilleton radiophonique de 15 épisodes de 25 minutes pour France Culture, intitulé L'Apocalypse est notre chance et diffusé du 12 au 30 juin 2017. En 2019, elles publient l'adaptation romanesque de L'Apocalypse est notre chance sous le pseudonyme commun d'Ava Fortel (Éditions Rivages Noir). Elle poursuit l'écriture radiophonique pour France Culture avec Journal de la Commune étudiante de Mai 68, un feuilleton de 5 épisodes de 25 minutes adapté de l'ouvrage éponyme d'Alain Schnapp et Pierre Vidal-Naquet, puis avec Les Éloignés, série de 10 épisodes de 28 minutes diffusée du 23 septembre au 3 octobre 2024.
Parallèlement, elle poursuit ses activités de scénariste. Elle participe entre autres à l'écriture de Détox, diffusée sur Netflix, de Cœurs noirs, diffusée en 2023 sur Amazon Prime Vidéo puis sur France Télévisions, ou de Cat's Eyes pour TF1 (diffusion automne 2024)...

### Romans
- Asthmes, Seuil, 2007, collection Fiction & Cie.
- Les Indécidables, Seuil, 2013, collection Fiction & Cie.
- L'Apocalypse est notre chance (sous le pseudonyme d'Ava Fortel), Rivages, 2019, collection Rivages/Noir. Il s'agit de la novélisation de son feuilleton radiophonique.

### Théâtre
- Héméra ou Respire, Koïnè, 2020.

### Nouvelles et poésie
- Deux tentatives, AOC, 1er novembre 2020.
- Le dernier enfant, in Nunc, no 43, octobre 2017, p. 8-17.
- L’arme fatale, in Décapage, no 49, mars 2014, p. 66-67.
- Leur tessiture, Maison de la Radio, France Culture, novembre 2013.
- Évidemment (éventuel), in Pylône Magazine (Bruxelles), no 7, mars 2010, p. 32-34.
- Liv, in Jacques Doillon et al., Les doigts dans la tête, Paris, École des Loisirs, coll. Médium Cinéma, 2008, p. 191-196.

### Ouvrages universitaires
- Avec Yves Déloye et Alexandre Dézé (dir.), Institutions, élections, opinion, Paris : Presses de Sciences Po, 2014.
- Avec Anne Muxel et al., Les étudiants de Sciences Po. Leurs idées, leurs valeurs, leurs cultures politiques, Paris : Presses de Sciences Po, 2004.
- Les chômeurs en action (décembre 1997-mars 1998). Mobilisation collective et ressources compensatoires, Paris : L’Harmattan, 2001 (prix scientifique L’Harmattan 2000).
- École, famille et politique : socialisations politiques et apprentissages de la citoyenneté. Bilan des recherches en science politique, Dossier d’Études – Allocations Familiales, 2000.